# Corpoyer-la-Chapelle
Corpoyer-la-Chapelle é uma comuna francesa na região administrativa da Borgonha-Franco-Condado, no departamento de Côte-d'Or.